# Château de Moret-sur-Loing
Le château de Moret-sur-Loing est un ancien château fort, de nos jours en ruines, dont les vestiges se dressent sur l'ancienne commune française de Moret-sur-Loing, au sein de la commune nouvelle de Moret-Loing-et-Orvanne dans le département de Seine-et-Marne, en région Île-de-France.
Le château est inscrit partiellement aux monuments historiques.

## Localisation
Le château est bâti sur le rebord du plateau du Gâtinais, au-dessus du Loing et de l'ancienne commune de Moret-sur-Loing, dans le département français de Seine-et-Marne. Il surveillait, peu en amont avec la confluence de la Seine, le pont au franchissement de la rivière sur la vieille route de Paris à la Bourgogne.

## Historique
Le château est bâti en 1126 par Louis VI le Gros, en même temps que l'enceinte de la ville. Louis VII le Jeune y séjourne régulièrement, tout comme Philippe II Auguste. Entre 1228 et 1229, Blanche de Castille et son fils Louis IX habitent le donjon à l'occasion de parties de chasse dans la forêt de Fontainebleau. En 1239, Saint Louis s'arrête au château de retour du voyage au cours duquel il a récupéré la Sainte Couronne. Philippe IV le Bel ayant rattaché la Champagne à la couronne, le château perd de son importance stratégique. Le donjon est transformé en prison d'Etat pour y enfermer en 1311 le futur Louis X.    
En 1420, Moret-sur-Loing est prise par Henri V d'Angleterre et sera occupée pendant 10 ans. De retour dans le giron français, le donjon se voit adjoindre 12 couleuvrines par Charles VII. 

## Description
Le château est assis sur le rebord du plateau et ses défenses secondaires descendent en escalier vers la rivière. La ville s'est installée à la tête du pont et sur les pentes de la butte du château. Son donjon rectangulaire à contreforts remonte à Louis VI.

## Protection aux monuments historiques
Le donjon est inscrit par arrêté du 28 avril 1926, et les parties subsistantes de l'enceinte du donjon sont inscrites par arrêté du 19 juillet 1974.